# Kilis (tỉnh)
Tỉnh Kilis là một tỉnh nam trung bộ của Thổ Nhĩ Kỳ, có đường biên giới với tỉnh Aleppo của Syria. Tỉnh lỵ đóng ở thành phố Kilis. Tỉnh có diện tích 1642 km2, dân số 118.457 người. Tỉnh được lập năm 1994 từ phần phía nam tỉnh Gaziantep. Tỉnh này được chia thành 4 huyện:
- Elbeyli
- Kilis
- Musabeyli
- Polateli